# 마흘랍

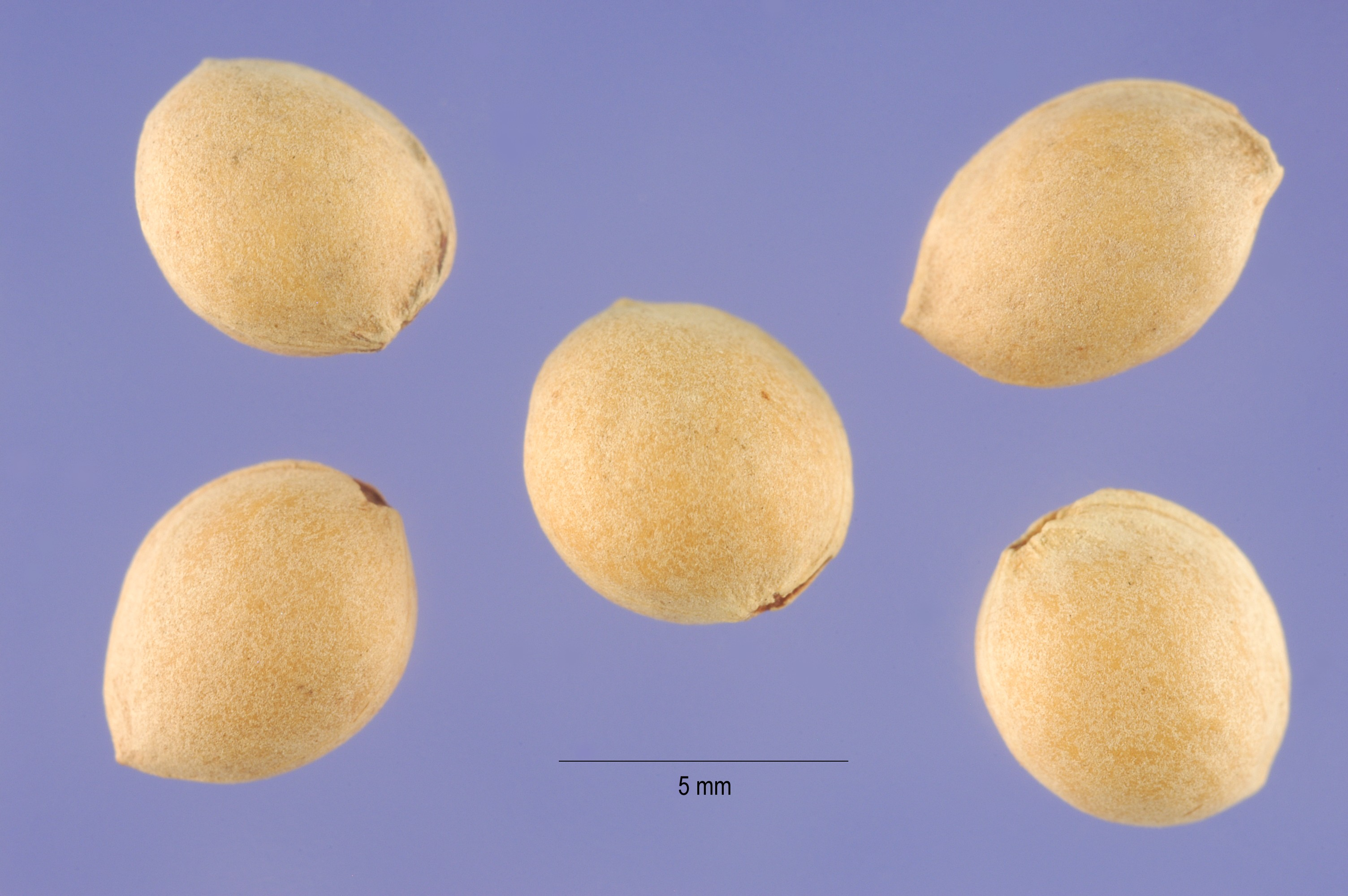
마흘랍

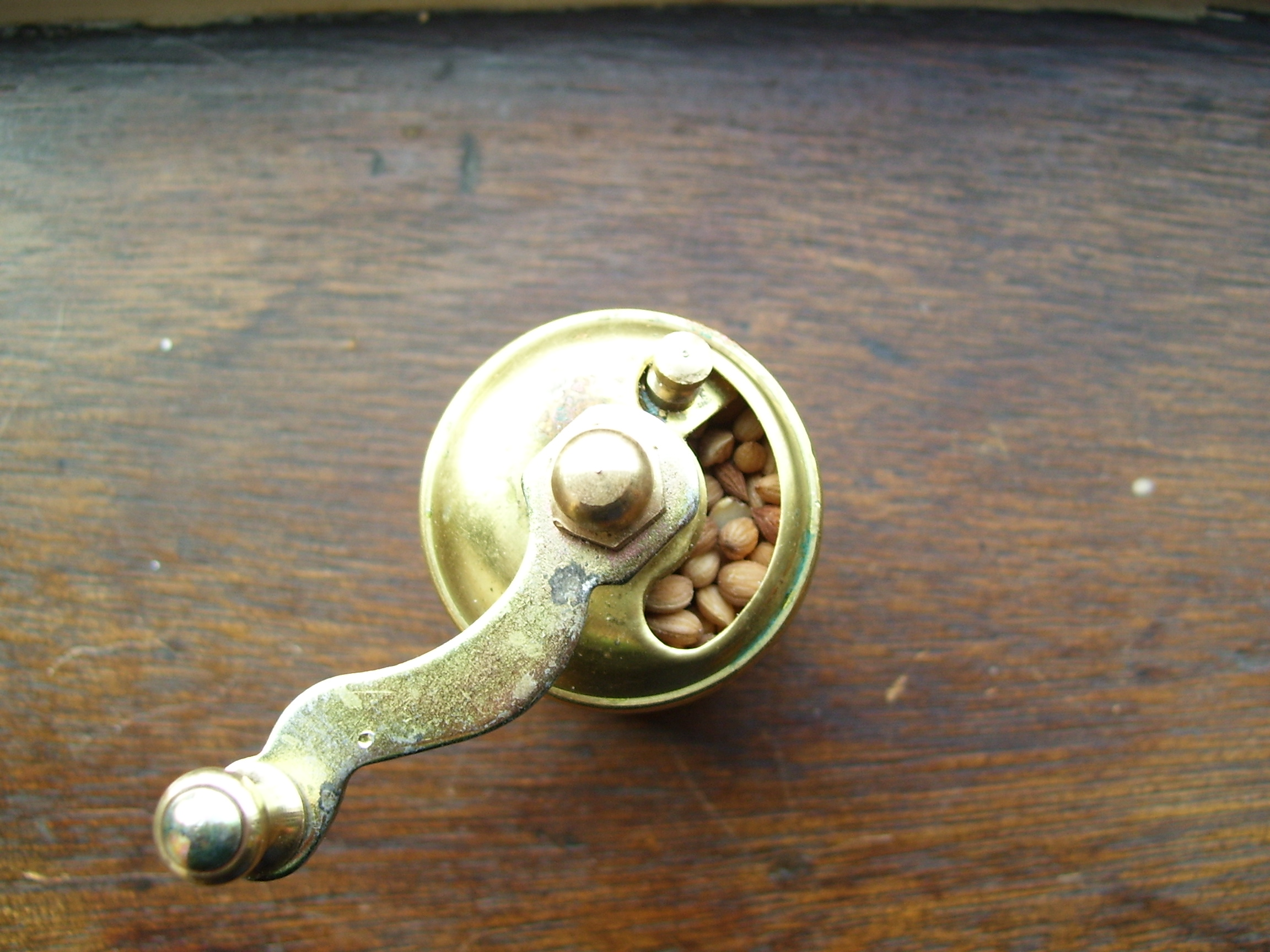
분쇄기에 든 마흘랍

마흘랍(아랍어: مَحْلَب, 튀르키예어: mahlep 마흘레프[*], 그리스어: μαχλέπι 마흘레피[*])은 루치아벚나무(Prunus mahaleb)의 버찌에 든 씨를 말려 만든 향신료이다. 아몬드와 체리 같은 향미를 지녔으며, 중동 요리에 흔히 쓰인다.